# Bernard Antochewicz
Bernard Antochewicz (ur. 14 czerwca 1931 w Działdowie, zm. 6 marca 1997 we Wrocławiu) – polski poeta oraz tłumacz poezji niemieckiej.
Ukończył filologię polską na Uniwersytecie Wrocławskim. W 1964 debiutował na łamach prasy jako poeta. Był nauczycielem szkół średnich.

## Twórczość - tomiki poezji
- 1967: W głąb płonącego listowia
- 1968: Dalekie wrzosowiska
- 1969: Żelazna sierść
- 1971: Przeprawa
- 1973: Żywioł nadrealny
- 1973: Wzór Pascala
- 1976: Idę za tobą
- 1980: Pasjonał
- 1982: Póki myślom jutrzenka świeci
- 1990: Ołowiany żołnierzyk